# Unione Sportiva Pistoiese 1936-1937
Questa pagina raccoglie i dati riguardanti l'Unione Sportiva Pistoiese nelle competizioni ufficiali della stagione 1936-1937.

## Rosa
| N. |                   | Ruolo | Calciatore         |
| -- | ----------------- | ----- | ------------------ |
|    | Italia (bandiera) | C     | Mario Allorini     |
|    | Italia (bandiera) | D     | Aldo Baldi         |
|    | Italia (bandiera) | A     | Alberto Barni      |
|    | Italia (bandiera) |       | Vasco Bianchi      |
|    | Italia (bandiera) |       | Mario Breschi      |
|    | Italia (bandiera) |       | Nemos Boni         |
|    | Italia (bandiera) |       | Sestino Cappellini |
|    | Italia (bandiera) |       | Enzo Ciapetti      |
|    | Italia (bandiera) |       | Luciano Degara     |

| N. |                   | Ruolo | Calciatore            |
| -- | ----------------- | ----- | --------------------- |
|    | Italia (bandiera) | A     | Luigi Demarchi        |
|    | Italia (bandiera) | A     | Fulgido Guastini      |
|    | Italia (bandiera) | C     | Ferdinando Innocenti  |
|    | Italia (bandiera) | C     | Balilla Lombardi      |
|    | Italia (bandiera) | C     | Luigi Martelli        |
|    | Italia (bandiera) |       | Fabio Pastacaldi      |
|    | Italia (bandiera) | A     | Elia Puccini          |
|    | Italia (bandiera) | P     | Giuliano Tagliasacchi |